# Lilit Makunts
Lilit Kamoyi Makunts (en arménien : Լիլիթ Կամոյի Մակունց), née le 7 novembre 1983, est une philologue et politicienne arménienne qui est actuellement ambassadrice d'Arménie aux États-Unis (en). Avant cela, elle a été chef de la faction au pouvoir Alliance « Mon pas » au sein de la septième Assemblée nationale d'Arménie et ministre de la Culture au sein du premier cabinet de Nikol Pachinian.

## Biographie

### Jeunesse
Makunts naît à Erevan, la capitale de l'Arménie, le 7 novembre 1983. Entre 1999 et 2003, elle étudie la philologie romane et germanique à l'Université d'État d'Erevan, où elle obtient un bachelor. Dans la même faculté, entre 2003 et 2004, elle obtient une maîtrise. Lilit Makunts obtient également un diplôme de candidature en sciences philologiques.
En 2005, elle commence à enseigner en tant que professeur associé au sein de l'Université russo-arménienne, où elle devient chef du département de coopération internationale en février 2018. Elle travaille également au sein du Corps de la paix de 2016 à 2018.

### Carrière politique
Pendant 8 ans, Lilit Makunts est membre du conseil d'administration du Parti libéral arménien (en) et dirige son organisation pour la jeunesse entre 2004 et 2012.
Lors des élections législatives de 2012, elle se présente comme candidate au Congrès national arménien mais n'obtient pas de siège à l'Assemblée nationale.
Le 12 mai 2018, sur proposition du Premier ministre Nikol Pashinyan, le président Armen Sarkissian nomme Lilit Makunts ministre de la Culture d'Arménie,. Lors des élections législatives de 2018, elle est élue au parlement pour le parti Contrat civil et est élue chef de la faction parlementaire My Step Alliance en janvier 2019.
En août 2021, Lilit Makunts, qui n'a aucune expérience diplomatique préalable, est nommée ambassadeur d'Arménie aux États-Unis d'Amérique. Sa nomination fait l'objet de critiques en Arménie et au sein de la diaspora arménienne en raison de son manque d'expérience diplomatique,.